# Grammy Award for Best Gospel Performance, Traditional
Der Grammy Award for Best Gospel Performance, Traditional, auf Deutsch „Grammy-Auszeichnung für die beste traditionelle Gospel-Darbietung“, ist ein Musikpreis, der von 1978 bis 1983 von der amerikanischen Recording Academy im Bereich der Gospelmusik verliehen wurde.

## Geschichte und Hintergrund
Die seit 1959 verliehenen Grammy Awards werden jährlich in zahlreichen Kategorien von der Recording Academy in den Vereinigten Staaten vergeben, um künstlerische Leistung, technische Kompetenz und hervorragende Gesamtleistung ohne Rücksicht auf die Album-Verkäufe oder Chart-Position zu würdigen.
Eine dieser Kategorien war der Grammy Award for Best Gospel Performance, Traditional. Der Preis wurde von 1978 bis 1983 vergeben. Vor 1978 und nach 2004 wurden die traditionellen Gospel-Darbietungen in der Kategorie Grammy Award for Best Gospel/Contemporary Christian Music Performance verliehen.

## Gewinner und Nominierte
| Jahr | Gewinner                 | Nationalität       | Werk                          | Nominierte | Bild des/der Gewinner(s) |
| ---- | ------------------------ | ------------------ | ----------------------------- | ---------- | ------------------------ |
| 1978 | The Oak Ridge Boys       | Vereinigte Staaten | Just a Little Talk With Jesus |            |                          |
| 1979 | The Happy Goodman Family | Vereinigte Staaten | Refreshing                    |            |                          |
| 1980 | The Blackwood Brothers   | Vereinigte Staaten | Lift Up the Name of Jesus     |            |                          |
| 1981 | The Blackwood Brothers   | Vereinigte Staaten | We Come to Worship            |            |                          |
| 1982 | The Masters V            | Vereinigte Staaten | The Masters V                 |            |                          |
| 1983 | The Blackwood Brothers   | Vereinigte Staaten | I’m Following You             |            |                          |